# Okrug Yancey, Sjeverna Karolina
Yancey je okrug u Sjevernoj Karolini. Površine je 808 km², po procjeni iz 2021 ima 18.757 stanovnika. Smješten je na krajnjem zapadu države, a nastao je 1833. iz okruga Buncombe i Burke. Središte mu je grad Burnsville, najveći na zapadu države, imenovanom u čast kapetana Otwaya Burnsa.
Okrug Yancey dobio je svoje ime po američkom kongresmenu Bartlettu Yanceyu. Razvijena je tekstilna industrija; uzgoj burley duhana; božićna drvca; staklenici.
U okrugu ima preko 100 crkava, pretežno baptisti.

## Gradovi
- Burnsville
- Green Mountain
- Swiss

## Vanjske poveznice
- Yancey County, NC  Arhivirana inačica izvorne stranice od 30. lipnja 2010. (Wayback Machine)
- Yancey County,North Carolina
- About Yancey County  Arhivirana inačica izvorne stranice od 20. rujna 2008. (Wayback Machine)